# Campeonato Carioca de Futebol de 2014
O Campeonato Guaraviton Carioca de Futebol de 2014 (também conhecido como Cariocão Guaraviton 2014 por questões de patrocínio) foi a 117.ª edição da principal divisão do futebol no Rio de Janeiro. A disputa foi organizada pela Federação de Futebol do Estado do Rio de Janeiro (FERJ). Os quatro primeiros colocados disputarão a Copa do Brasil de 2015.
A particularidade desta edição foi a disputa de turno único. Foram três fases: fase classificatória (Taça Guanabara), semifinal e final. As equipes fizeram parte de um grupo único, jogando no sistema de todos contra todos em 15 rodadas, classificando-se para as semifinais as quatro primeiras colocadas.
Somente na última rodada de classificação, os clubes rebaixados foram conhecidos: o Audax Rio ao ser derrotado por 1–0 pelo Macaé em Moça Bonita e o Duque de Caxias, goleado por 4–0 pelo Vasco da Gama em São Januário.
O Flamengo conquistou o 33º título de sua história, após dois empates por 1–1, nas finais contra o rival Vasco da Gama, com um gol polêmico no último minuto da segunda partida com o marcador rubro-negro em posição de impedimento, que custou o título ao Cruzmaltino. Pela melhor campanha na Taça Guanabara, a equipe possuía essa vantagem.

## Critérios de desempate
Para o desempate entre duas ou mais equipes segue-se a ordem definida abaixo:
1. Número de vitórias
2. Saldo de gols
3. Gols marcados
4. Número de cartões amarelos e vermelhos
5. Sorteio

## Participantes
| Equipe          | Cidade             | Em 2013       | Estádio             | Capacidade | Títulos             |
| --------------- | ------------------ | ------------- | ------------------- | ---------- | ------------------- |
| Audax Rio       | São João de Meriti | 7.º           | Moça Bonita[c]      | 9 564      | 0 (não possui)      |
| Bangu           | Rio de Janeiro     | 11.º          | Moça Bonita         | 9 564      | 2 (último em 1966)  |
| Boavista-RJ     | Saquarema          | 6.º           | Eucyr Resende[b]    | 6 000      | 0 (não possui)      |
| Bonsucesso      | Rio de Janeiro     | 2.º (Série B) | Leônidas da Silva   | 13 000     | 0 (não possui)      |
| Botafogo        | Rio de Janeiro     | 1.º           | Maracanã[a]         | 78 838     | 20 (último em 2013) |
| Cabofriense     | Cabo Frio          | 1.º (Série B) | Correão             | 4 200      | 0 (não possui)      |
| Duque de Caxias | Duque de Caxias    | 13.º          | Marrentão           | 7 000      | 0 (não possui)      |
| Flamengo        | Rio de Janeiro     | 2.º           | Maracanã            | 78 838     | 32 (último em 2011) |
| Fluminense      | Rio de Janeiro     | 3.º           | Maracanã            | 78 838     | 31 (último em 2012) |
| Friburguense    | Nova Friburgo      | 9.º           | Eduardo Guinle      | 6 550      | 0 (não possui)      |
| Macaé           | Macaé              | 12.º          | Moacyrzão           | 16 000     | 0 (não possui)      |
| Madureira       | Rio de Janeiro     | 8.º           | Conselheiro Galvão  | 5 062      | 0 (não possui)      |
| Nova Iguaçu     | Nova Iguaçu        | 14.º          | Laranjão            | 1 810      | 0 (não possui)      |
| Resende         | Resende            | 5.º           | Trabalhador[b]      | 4 600      | 0 (não possui)      |
| Vasco da Gama   | Rio de Janeiro     | 4.º           | São Januário        | 24 584     | 22 (último em 2003) |
| Volta Redonda   | Volta Redonda      | 10.º          | Raulino de Oliveira | 20 255     | 0 (não possui)      |

- a. ^ Como o Engenhão estava interditado para obra, o Botafogo mandou seus jogos no Maracanã
- b. ^ Não estavam aptos a receber partidas envolvendo Botafogo, Flamengo, Fluminense e Vasco da Gama
- c. ^ O Audax Rio mandou seus jogos em Moça Bonita, pois o seu estádio, Arthur Sendas, encontrava-se inapto a receber as partidas

## Sorteio
O sorteio da tabela do Campeonato foi realizado em 12 de novembro de 2013 na sede da Federação de Futebol do Estado do Rio de Janeiro (FERJ).

## Fase de grupos (Taça Guanabara)

### Confrontos
Para ler a tabela, a linha horizontal representa os jogos da equipe como mandante. A coluna vertical indica os jogos da equipe como visitante.
|                 | AUD | BAN | BVT | BON | BOT | CAB | DCA | FLA | FLU | FRI | MAC | MAD | NIG | RES | VAS | VRE |
| --------------- | --- | --- | --- | --- | --- | --- | --- | --- | --- | --- | --- | --- | --- | --- | --- | --- |
| Audax Rio       | —   |     | 2–1 | 3–5 | 2–2 | 2–0 |     |     |     |     | 0–1 |     |     | 0–0 | 0–4 | 0–0 |
| Bangu           | 0–0 | —   |     |     |     |     | 2–1 |     | 0–1 |     | 0–2 | 1–1 | 1–2 |     | 0–2 |     |
| Boavista        |     | 1–0 | —   |     | 2–1 | 1–0 | 4–1 | 2–5 |     | 2–1 |     | 1–0 |     |     |     | 1–0 |
| Bonsucesso      |     | 0–1 | 0–0 | —   |     |     |     | 0–2 |     |     | 3–0 |     | 0–2 | 1–1 |     | 0–0 |
| Botafogo        |     | 0–0 |     | 2–0 | —   |     |     | 0–2 |     | 0–1 | 0–2 | 2–1 | 1–1 |     |     | 1–1 |
| Cabofriense     |     | 3–2 |     | 1–0 | 2–1 | —   | 2–1 |     | 1–1 |     | 3–2 |     |     | 1–0 |     |     |
| Duque de Caxias | 1–0 |     |     | 1–1 | 1–2 |     | —   |     | 2–2 | 0–1 |     | 0–3 |     |     |     | 0–2 |
| Flamengo        | 1–0 | 2–2 |     |     |     | 5–3 | 2–2 | —   | 0–3 |     | 5–2 | 2–0 | 2–1 |     |     |     |
| Fluminense      | 3–1 |     | 4–1 | 1–1 | 0–3 |     |     |     | —   | 5–1 |     |     |     | 1–0 | 1–1 | 3–1 |
| Friburguense    | 3–0 | 1–2 |     | 2–1 |     | 1–1 |     | 0–2 |     | —   |     |     | 1–0 | 1–0 |     |     |
| Macaé           |     |     | 0–0 |     |     |     | 4–1 |     | 0–1 | 2–2 | —   |     | 0–0 |     | 1–1 | 0–1 |
| Madureira       | 3–0 |     |     | 1–2 |     | 2–1 |     |     | 3–2 | 2–2 | 0–4 | —   |     | 0–1 | 1–3 |     |
| Nova Iguaçu     | 3–3 |     | 3–0 | 2–0 |     | 0–0 | 1–0 |     | 1–3 |     |     | 2–2 | —   |     | 1–1 |     |
| Resende         |     | 2–2 | 3–3 |     | 1–1 |     | 1–3 | 0–3 |     |     | 3–2 |     | 2–2 | —   |     | 6–2 |
| Vasco da Gama   |     |     | 1–1 | 1–1 | 1–0 | 1–2 | 4–0 | 1–2 |     | 6–0 |     |     |     | 2–0 | —   |     |
| Volta Redonda   |     | 1–2 |     |     |     | 1–1 |     | 0–1 |     | 1–1 |     | 1–0 | 3–1 |     | 1–2 | —   |

| Vitória do mandante Vitória do visitante Empate | Em negrito, os jogos "clássicos" (entre os quatro "grandes" clubes, conforme o regulamento - art. 8º § 3º) |

### Classificação
| Pos | Time            | PG | J  | V  | E | D  | GP | GS | SG  |
| --- | --------------- | -- | -- | -- | - | -- | -- | -- | --- |
| 1   | Flamengo        | 38 | 15 | 12 | 2 | 1  | 36 | 16 | +20 |
| 2   | Fluminense      | 31 | 15 | 9  | 4 | 2  | 31 | 16 | +15 |
| 3   | Vasco da Gama   | 29 | 15 | 8  | 5 | 2  | 31 | 11 | +20 |
| 4   | Cabofriense     | 25 | 15 | 7  | 4 | 4  | 21 | 20 | +1  |
| 5   | Boavista-RJ     | 25 | 15 | 7  | 4 | 4  | 20 | 21 | -1  |
| 6   | Friburguense    | 22 | 15 | 6  | 4 | 5  | 18 | 24 | -6  |
| 7   | Macaé           | 19 | 15 | 5  | 4 | 6  | 22 | 20 | +2  |
| 8   | Nova Iguaçu     | 19 | 15 | 4  | 7 | 4  | 20 | 19 | +1  |
| 9   | Botafogo        | 17 | 15 | 4  | 5 | 6  | 16 | 17 | -1  |
| 10  | Bangu           | 17 | 15 | 4  | 5 | 6  | 15 | 19 | -4  |
| 11  | Volta Redonda   | 17 | 15 | 4  | 5 | 6  | 15 | 19 | -4  |
| 12  | Madureira       | 15 | 15 | 4  | 3 | 8  | 19 | 24 | -5  |
| 13  | Bonsucesso      | 15 | 15 | 3  | 6 | 6  | 15 | 18 | -3  |
| 14  | Resende         | 15 | 15 | 3  | 6 | 6  | 20 | 24 | -4  |
| 15  | Audax Rio       | 11 | 15 | 2  | 5 | 8  | 13 | 27 | -14 |
| 16  | Duque de Caxias | 9  | 15 | 2  | 3 | 10 | 14 | 31 | -17 |

### Desempenho por rodada
Clubes que lideraram o campeonato ao final de cada rodada:
| 1   | 2   | 3   | 4   | 5   | 6   | 7   | 8   | 9   | 10  | 11  | 12  | 13  | 14  | 15  |
| CAB | FLA | CAB | FLA | FLA | FLA | FLU | FLU | FLU | FLA | FLA | FLA | FLA | FLA | FLA |

Clubes que ficaram na última posição do campeonato ao final de cada rodada:
| 1   | 2   | 3   | 4   | 5   | 6   | 7   | 8   | 9   | 10  | 11  | 12  | 13  | 14  | 15  |
| DCA | DCA | VRE | AUD | AUD | AUD | DCA | DCA | BON | AUD | AUD | AUD | AUD | DCA | DCA |

### Premiação
| Taça Guanabara de 2014         |
| Rio de Janeiro                 |
| ------------------------------ |
| FLAMENGO Campeão (20.º título) |

## Torneio Super Clássicos
O Torneio Super Clássicos foi disputado entre os quatro grandes clubes do campeonato e contabilizadas apenas as partidas entre eles durante a Taça Guanabara, excluindo-se, caso ocorressem, as partidas de semifinais e finais.
| Pos | Time          | PG | J | V | E | D | GP | GS | SG |
| --- | ------------- | -- | - | - | - | - | -- | -- | -- |
| 1   | Flamengo      | 6  | 3 | 2 | 0 | 1 | 4  | 4  | 0  |
| 2   | Fluminense    | 4  | 3 | 1 | 1 | 1 | 4  | 4  | 0  |
| 3   | Vasco da Gama | 4  | 3 | 1 | 1 | 1 | 3  | 3  | 0  |
| 4   | Botafogo      | 3  | 3 | 1 | 0 | 2 | 3  | 3  | 0  |

### Premiação
| Torneio Super Clássicos de 2014 |
| Rio de Janeiro                  |
| ------------------------------- |
| FLAMENGO Bicampeão (2.º título) |

## Taça Rio
A Taça Rio foi disputada entre as demais equipes e contabilizadas as partidas que não envolvam a participação dos quatro grandes clubes do Campeonato durante o turno único e excluindo-se, caso ocorressem, as partidas semifinais e finais do turno. A classificação final:
| Pos | Time            | PG | J  | V | E | D | GP | GS | SG  |
| --- | --------------- | -- | -- | - | - | - | -- | -- | --- |
| 1   | Boavista-RJ     | 21 | 11 | 6 | 3 | 2 | 14 | 10 | +4  |
| 2   | Friburguense    | 19 | 11 | 5 | 4 | 2 | 16 | 11 | +5  |
| 3   | Cabofriense     | 18 | 11 | 5 | 3 | 3 | 13 | 12 | +1  |
| 4   | Nova Iguaçu     | 17 | 11 | 4 | 5 | 2 | 16 | 12 | +4  |
| 5   | Volta Redonda   | 16 | 11 | 4 | 4 | 3 | 12 | 12 | 0   |
| 6   | Macaé           | 15 | 11 | 4 | 3 | 4 | 15 | 13 | +2  |
| 7   | Bangu           | 15 | 11 | 4 | 3 | 4 | 13 | 13 | 0   |
| 8   | Resende         | 14 | 11 | 3 | 5 | 3 | 19 | 17 | +2  |
| 9   | Bonsucesso      | 13 | 11 | 3 | 4 | 4 | 13 | 12 | +1  |
| 10  | Madureira       | 12 | 11 | 3 | 3 | 5 | 14 | 15 | -1  |
| 11  | Audax Rio       | 10 | 11 | 2 | 4 | 5 | 10 | 17 | -7  |
| 12  | Duque de Caxias | 7  | 11 | 2 | 1 | 8 | 9  | 21 | -12 |

### Premiação
| Taça Rio de 2014              |
| Saquarema                     |
| ----------------------------- |
| BOAVISTA Campeão (1.º título) |

## Fase final
Em itálico, as equipes que jogaram pelo empate, por ter melhor campanha na fase de grupos (1º e 2º colocados).
|  | Semifinais    | Semifinais    | Semifinais | Semifinais |   |          | Final | Final | Final | Final |
|  |               |               |            |            |   |          |       |       |       |       |
|  | Flamengo      | 3             | 3          | 6          |   |          |       |       |       |       |
|  | Cabofriense   | 0             | 1          | 1          |   |          |       |       |       |       |
|  | Cabofriense   | 0             | 1          | 1          |   | Flamengo | 1     | 1     | 2     |       |
|  |               |               |            |            |   | Flamengo | 1     | 1     | 2     |       |
|  |               | Vasco da Gama | 1          | 1          | 2 |          |       |       |       |       |
|  | Fluminense    | Vasco da Gama | 1          | 1          | 2 | 1        | 0     | 1     |       |       |
|  | Fluminense    |               |            |            |   | 1        | 0     | 1     |       |       |
|  | Vasco da Gama | 1             | 1          | 2          |   |          |       |       |       |       |

### Partidas de ida
| 26 de março | Cabofriense | 0 – 3  | Flamengo                                    | Maracanã, Rio de Janeiro                          |
| 22:00       |             | Súmula | Éverton 17' · Paulinho 49' · Alecsandro 73' | Público: 5 128 Árbitro: RJ Grazianni Maciel Rocha |

| Cabofriense | Flamengo |

| 27 de março | Vasco da Gama | 1 – 1  | Fluminense | Maracanã, Rio de Janeiro                                   |
| 22:00       | Thalles 67'   | Súmula | Fred 55'   | Público: 12 715 Árbitro: RJ Wagner do Nascimento Magalhães |

| Vasco | Fluminense |

### Partidas de volta
| 29 de março | Flamengo                       | 3 – 1  | Cabofriense | Maracanã, Rio de Janeiro                                 |
| 18:30       | Mugni 8', 18' · João Paulo 64' | Súmula | Éberson 74' | Público: 9 327 Árbitro: RJ Rodrigo Carvalhães de Miranda |

| Flamengo | Cabofriense |

| 30 de março | Fluminense | 0 – 1  | Vasco da Gama | Maracanã, Rio de Janeiro                                    |
| 16:00       |            | Súmula | Edmilson 44'  | Público: 19 586 Árbitro: RJ Marcelo de Lima Henrique (FIFA) |

| Fluminense | Vasco |

### Final
Partida de ida
| 6 de abril | Vasco da Gama | 1 – 1  | Flamengo     | Maracanã, Rio de Janeiro                        |
| 16:00      | Rodrigo 11'   | Súmula | Paulinho 60' | Público: 26 242 Árbitro: RJ Rodrigo Nunes de Sá |

Partida de volta
| 13 de abril | Flamengo                | 1 – 1  | Vasco da Gama      | Maracanã, Rio de Janeiro                             |
| 16:00       | Márcio Araújo[NO] 90+1' | Súmula | Douglas 75' (pen.) | Público: 49 139 Árbitro: RJ Marcelo de Lima Henrique |

NO. ^ Após a partida, a Comissão de Arbitragem (COAF) informou, em nota oficial, que o gol foi marcado por Márcio Araújo, porém, na súmula, o gol foi atribuído ao jogador Nixon.

## Premiação
| Campeonato Carioca de Futebol de 2014 |
| Rio de Janeiro                        |
| ------------------------------------- |
| FLAMENGO Campeão (33.º título)        |

## Taça Rádio Globo 70 Anos
A Taça Rádio Globo 70 Anos foi o nome da taça oferecida ao time campeão do Campeonato Carioca de 2014. Uma homenagem da Federação de Futebol do Rio de Janeiro à Rádio Globo.
| Taça Rádio Globo 70 anos      |
| Rio de Janeiro                |
| ----------------------------- |
| FLAMENGO Campeão (1.º título) |

## Artilharia
| Gols | Jogador           | Time          |
| ---- | ----------------- | ------------- |
| 11   | Edmilson          | Vasco da Gama |
| 10   | Alecsandro        | Flamengo      |
| 8    | Carlinhos         | Madureira     |
| 6    | João Carlos       | Madureira     |
| 6    | Walter            | Fluminense    |
| 5    | Erick Foca        | Nova Iguaçu   |
| 5    | Fabrício Carvalho | Cabofriense   |
| 5    | Fred              | Fluminense    |
| 5    | Hernane           | Flamengo      |
| 5    | Wagner            | Fluminense    |
| 5    | Waldir            | Macaé         |

| Gols | Jogador       | Time            |
| ---- | ------------- | --------------- |
| 4    | André Luís    | Boavista        |
| 4    | Clebson Monga | Resende         |
| 4    | Conca         | Fluminense      |
| 4    | Dieguinho     | Nova Iguaçu     |
| 4    | Éberson       | Cabofriense     |
| 4    | Gabriel       | Flamengo        |
| 4    | Henrique      | Botafogo        |
| 4    | Marcel        | Resende         |
| 4    | Thalles       | Vasco da Gama   |
| 4    | Rodrigues     | Duque de Caxias |
| 4    | Zambi         | Nova Iguaçu     |
| 4    | Ziquinha      | Friburguense    |

Fonte:

## Maiores públicos
Esses são os maiores públicos do Campeonato:
| Nº | Público[i] | Mandante      | Placar | Visitante     | Estádio  | Data            | Etapa          | Rodada |
| -- | ---------- | ------------- | ------ | ------------- | -------- | --------------- | -------------- | ------ |
| 1  | 42 697     | Flamengo      | 1–1    | Vasco da Gama | Maracanã | 13 de abril     | Final          | Volta  |
| 2  | 20 844     | Vasco da Gama | 1–1    | Flamengo      | Maracanã | 6 de abril      | Final          | Ida    |
| 3  | 15 925     | Fluminense    | 0–1    | Vasco da Gama | Maracanã | 30 de março     | Semifinal      | Volta  |
| 4  | 15 357     | Fluminense    | 1–1    | Bonsucesso    | Maracanã | 23 de janeiro   | Taça Guanabara | 2.ª    |
| 5  | 13 686     | Fluminense    | 1–1    | Vasco da Gama | Maracanã | 16 de março     | Taça Guanabara | 14.ª   |
| 6  | 13 596     | Flamengo      | 0–3    | Fluminense    | Maracanã | 8 de fevereiro  | Taça Guanabara | 7.ª    |
| 7  | 13 582     | Fluminense    | 4–1    | Boavista-RJ   | Maracanã | 15 de fevereiro | Taça Guanabara | 8.ª    |
| 8  | 13 298     | Fluminense    | 0–3    | Botafogo      | Maracanã | 23 de fevereiro | Taça Guanabara | 10.ª   |
| 9  | 13 245     | Vasco da Gama | 1–2    | Flamengo      | Maracanã | 16 de fevereiro | Taça Guanabara | 8.ª    |
| 10 | 10 780     | Flamengo      | 2–1    | Nova Iguaçu   | Maracanã | 1 de março      | Taça Guanabara | 11.ª   |

- i. ^ Considera-se apenas o público pagante

## Menores públicos
Esses são os menores públicos do Campeonato:
| Nº | Público[i] | Mandante      | Placar | Visitante       | Estádio             | Data            | Etapa          | Rodada |
| -- | ---------- | ------------- | ------ | --------------- | ------------------- | --------------- | -------------- | ------ |
| 1  | 150        | Boavista-RJ   | 1–0    | Madureira       | Eucy Resende        | 21 de janeiro   | Taça Guanabara | 2.ª    |
| 1  | 150        | Boavista-RJ   | 1–0    | Cabofriense     | Eucy Resende        | 30 de janeiro   | Taça Guanabara | 4.ª    |
| 3  | 239        | Audax Rio     | 2–1    | Boavista-RJ     | Moça Bonita         | 20 de fevereiro | Taça Guanabara | 9.ª    |
| 3  | 239        | Volta Redonda | 1–1    | Cabofriense     | Raulino de Oliveira | 6 de março      | Taça Guanabara | 12.ª   |
| 5  | 240        | Audax Rio     | 0–0    | Volta Redonda   | Los Larios          | 9 de fevereiro  | Taça Guanabara | 7.ª    |
| 6  | 249        | Resende       | 1–3    | Duque de Caxias | Trabalhador         | 19 de fevereiro | Taça Guanabara | 9.ª    |
| 7  | 252        | Audax Rio     | 3–5    | Bonsucesso      | Moça Bonita         | 26 de fevereiro | Taça Guanabara | 11.ª   |
| 7  | 252        | Resende       | 3–2    | Macaé           | Trabalhador         | 8 de março      | Taça Guanabara | 13.ª   |
| 9  | 253        | Bonsucesso    | 1–1    | Resende         | Teixeira de Castro  | 9 de fevereiro  | Taça Guanabara | 7.ª    |
| 10 | 254        | Audax Rio     | 0–1    | Macaé           | Moça Bonita         | 23 de março     | Taça Guanabara | 15.ª   |

- i. ^ Considera-se apenas o público pagante

## Mudança de técnicos
| Clube           | Antecessor           | Motivo                | Data            | Última partida                   | Rod. | Pos. | Sucessor                | Ref.          |
| --------------- | -------------------- | --------------------- | --------------- | -------------------------------- | ---- | ---- | ----------------------- | ------------- |
| Duque de Caxias | César Diniz          | Demitido              | 24 de janeiro   | Duque de Caxias 0–1 Friburguense | 2.ª  | 16.° | Sérgio Farias           | [ 13 ] [ 14 ] |
| Volta Redonda   | Tarcísio Pugliese    | Contratado pelo Icasa | 26 de janeiro   | Resende 6–2 Volta Redonda        | 3.ª  | 15.° | Toninho Andrade         | [ 15 ] [ 16 ] |
| Macaé           | Paulo Henrique Filho | Demitido              | 6 de fevereiro  | Macaé 2–2 Friburguense           | 6.ª  | 9.°  | Josué Teixeira          | [ 17 ] [ 18 ] |
| Bangu           | Mazolinha            | Demitido              | 10 de fevereiro | Bangu 0–2 Macaé                  | 7.ª  | 13.° | Mário Marques           | [ 19 ] [ 20 ] |
| Audax Rio       | Válber               | Demitido              | 11 de fevereiro | Audax Rio 0–0 Volta Redonda      | 7.ª  | 15.° | Lopes Júnior            | [ 21 ]        |
| Bonsucesso      | Ricardo Barreto      | Resignado             | 16 de fevereiro | Bonsucesso 0–1 Bangu             | 8.ª  | 14.° | Alfredo Sampaio         | [ 22 ]        |
| Resende         | Paulo Campos         | Demitido              | 20 de fevereiro | Resende 1–3 Duque de Caxias      | 9.ª  | 13.° | Ailton Ferraz           | [ 23 ]        |
| Nova Iguaçu     | Edson Souza          | Demitido              | 17 de março     | Volta Redonda 3–1 Nova Iguaçu    | 14.ª | 7.°  | Carlos Vitor (interino) | [ 24 ]        |
| Duque de Caxias | Sérgio Farias        | Resignado             | 18 de março     | Macaé 4–1 Duque de Caxias        | 14.ª | 16.° | Mário Junior (interino) | [ 25 ]        |

## Médias de público
Estas são as médias de público dos clubes no Campeonato. Considera-se apenas os jogos da equipe como mandante e o público pagante:
| 1. Flamengo – 10 375 2. Fluminense – 9 654 3. Vasco da Gama – 8 007 4. Botafogo – 2 306 | 1. Macaé – 1 353 2. Cabofriense – 1 082 3. Friburguense – 974 4. Nova Iguaçu – 870 | 1. Volta Redonda – 823 2. Bangu – 683 3. Madureira – 652 4. Resende – 632 | 1. Duque de Caxias – 576 2. Audax Rio – 546 3. Bonsucesso – 473 4. Boavista-RJ – 451 |

## Classificação geral
Para a definição da classificação geral, não excluiam-se os pontos obtidos nas fases semifinal e final do turno único. Ao final do campeonato, o campeão e o vice-campeão ocuparam a primeira e segunda colocações independente do número de pontos. O 3º e 4º foram os outros dois semifinalistas, sendo a posição entre eles definidas pela classificação na fase de grupos. Caso duas ou mais equipes empatassem nas posições finais em número de pontos, seriam disputadas partidas extras, em campo neutro, de ida e volta, para definição dos rebaixados.
| Pos | Time                   | PG | J  | V  | E | D  | GP | GS | SG  |
| --- | ---------------------- | -- | -- | -- | - | -- | -- | -- | --- |
| 1   | Flamengo[B.A][FI]      | 46 | 19 | 14 | 4 | 1  | 44 | 19 | +25 |
| 2   | Vasco da Gama[B.B][FI] | 35 | 19 | 9  | 8 | 2  | 35 | 14 | +21 |
|     |                        |    |    |    |   |    |    |    |     |
| 3   | Fluminense[B.A]        | 32 | 17 | 9  | 5 | 3  | 32 | 18 | +14 |
| 4   | Cabofriense            | 25 | 17 | 7  | 4 | 6  | 22 | 26 | -4  |
| 5   | Boavista-RJ[B.D]       | 25 | 15 | 7  | 4 | 4  | 20 | 21 | -1  |
| 6   | Friburguense           | 22 | 15 | 6  | 4 | 5  | 18 | 24 | -6  |
| 7   | Macaé[B.C]             | 19 | 15 | 5  | 4 | 6  | 22 | 20 | +2  |
| 8   | Nova Iguaçu            | 19 | 15 | 4  | 7 | 4  | 20 | 19 | +1  |
| 9   | Botafogo[B.A]          | 17 | 15 | 4  | 5 | 6  | 16 | 17 | -1  |
| 10  | Bangu                  | 17 | 15 | 4  | 5 | 6  | 15 | 19 | -4  |
| 11  | Volta Redonda          | 17 | 15 | 4  | 5 | 6  | 15 | 19 | -4  |
| 12  | Madureira[B.C]         | 15 | 15 | 4  | 3 | 8  | 19 | 24 | -5  |
| 13  | Bonsucesso             | 15 | 15 | 3  | 6 | 6  | 15 | 18 | -3  |
| 14  | Resende                | 15 | 15 | 3  | 6 | 6  | 20 | 24 | -4  |
| 15  | Audax Rio              | 11 | 15 | 2  | 5 | 8  | 13 | 27 | -14 |
| 16  | Duque de Caxias[B.C]   | 9  | 15 | 2  | 3 | 10 | 14 | 31 | -17 |

- FI.^ Conforme o regulamento, após as finais, o campeão e vice-campeão deveriam ocupar as primeiras colocações na classificação geral, respectivamente[2]
- B.A.^ Botafogo, Flamengo e Fluminense já participavam do Brasileirão 2014 - Série A
- B.B.^ Vasco da Gama já participava do Brasileirão 2014 - Série B
- B.C.^ Duque de Caxias, Macaé e Madureira já participavam do Brasileirão 2014 - Série C
- B.D.^ Boavista estava classificado para o Brasileirão 2014 - Série D por ter sido vice-campeão da Copa Rio de 2013 (Duque de Caxias, vencedor  da competição, disputava a série C do Brasileirão 2014)